# Sonderzeichen (Betonnung)

Verschiedene Formen des
Sonderzeichens

Das Sonderzeichen (englisch special mark) ist ein Seezeichen, das zur Betonnung von Schifffahrtswegen dient. Es dient zur Kennzeichnung besonderer Gebiete und Stellen, wie Warngebiete oder -stellen, Fischereigründe, Baggerschüttstellen, Kabel, Rohrleitungen, ozeanographischen Messstationen etc. Die jeweilige Bedeutung des einzelnen Sonderzeichens kann als Beschriftung angegeben sein oder muss der Seekarte oder anderen nautischen Veröffentlichungen entnommen werden.

## Äußeres
Ein Sonderzeichen kann von beliebiger Form sein. Bevorzugt wird es als Fass- oder Spierentonne oder als Stange ausgeführt. Es ist gelb und kann ein liegendes gelbes Kreuz als Toppzeichen haben. Das Zeichen kann befeuert sein. Die Kennung muss sich dabei – ebenso wie die Form des Zeichens – von benachbarten Seezeichen anderer Art deutlich unterscheiden. Im Geltungsbereich der Seeschifffahrtsstraßen-Ordnung (SeeSchStrO) haben Sonderzeichen die Kennungen Fl/Blz., Oc(2)/Ubr.(2) oder Oc(3)/Ubr.(3), ozeanographische Messstationen grundsätzlich Fl(5)/Blz.(5).